# 明天會更好
《明天會更好》是西元1985年在台灣推出的一首華語流行公益單曲，由羅大佑作曲，羅大佑、張大春、許乃勝、李壽全、邱復生、張艾嘉、詹宏志等人共同作詞，陳志遠編曲。
由蔡琴、李建復、洪榮宏、王夢麟、費玉清、齊秦、余天、蘇芮、潘越雲、甄妮、林慧萍、王芷蕾、黃鶯鶯、陳淑樺、金智娟、李佩菁、齊豫、鄭怡、江蕙、楊林等60位華語歌手共同錄唱共同演唱。於台北縣三重市（今 新北市三重區）的白金錄音室錄製，錄音師為葉垂青。專輯於該年年底出版，收錄群星合唱版、松江兒童合唱團演唱版、卡拉OK伴唱版、伴奏版四種版本，由藍與白唱片發行。該曲粵語版由林振強填詞，張國榮、梅艷芳、譚詠麟、張學友等香港群星合唱。

## 創作歷史背景
《明天會更好》歌曲的創作靈感源自當時興起的國際公益歌曲風潮，由李壽全等創作者共同發起。
1984年非洲衣索比亞發生饑荒。以稍早英國群星合唱的公益單曲Do They Know It's Christmas?為藍本，美國歌手麥可傑克森等人，組成“USA For Africa”，於1985年推出合唱歌曲We Are the World，專輯版稅捐作賑災用途，以援助饑民。迴響極為熱烈，並募得鉅款。
當時社會接連發生江南案、三次礦災、毒玉米、戴奧辛、十信案、國信案等多個社會事件，社會氣氛動盪不安。在此背景下，音樂界人士提出「期許一個更好的明天」的理念，發想出《明天會更好》歌曲，希望透過集結台灣流行音樂歌手的力量，為社會帶來正面能量。
是以民間自行發起的形式出現。專輯製作單位以「明天基金會籌備會」的名義執行，發起理由為藝人希望動用力量，為社會做「啦啦隊」，做一點打氣工作。邀請羅大佑進行詞曲創作，邀集的華人歌手跨越不同地域、不同唱片公司，打破了簽約的限制，邀集台灣當時最知名的唱片公司包括飛碟唱片、喜瑪拉雅音樂、新格唱片、歌林唱片、滾石有聲出版社、鄉城唱片、寶麗金唱片、麗歌唱片、光美文化、上華唱片、點將唱片、科藝百代、福茂唱片等參與這張專輯，並由各家唱片公司競標發行權。
歌曲發行選在台灣光復節40周年，以「台灣光復四十周年、群星為公益而唱」的理由，模仿We Are The World「群星為公益而唱」的形式，呼應1986年世界和平年的主題，並紀念台灣光復40週年。
專輯售出的盈餘由後來標得專輯發行權的藍與白唱片捐給中華民國消費者文教基金會（消基會），為消基會籌募新台幣600萬元的基金作為公益之用。

## 參與歌手

### 男歌手
部分獨唱兼合唱
余天、李建復、洪榮宏、王夢麟、費玉清、齊秦
合唱
巫啟賢、包偉銘、包小松、包小柏、王日昇、文章、「水草三重唱」（黃元成、許環良、許南盛）、江音傑、李宗盛、吳大衛、林禹勝、施孝榮、岳雷、徐乃麟、徐瑋、姚乙、張海漢、童安格、楊烈、楊耀東、廖小維、羅吉鎮、鍾有道

### 女歌手
部分獨唱兼合唱
蔡琴、蘇芮、潘越雲、甄妮、林慧萍、王芷蕾、黃鶯鶯、陳淑樺、金智娟、李佩菁、齊豫、鄭怡、江蕙、楊林
合唱
張艾嘉、張清芳、成鳳、「百合二重唱」（李靜、周月綺）、李碧華、何春蘭、陳黎鐘、黃慧文、芊苓、林淑容、邰肇玫、唐曉詩、麥瑋婷、許慧慧、賴佩霞、藍心湄
舞者
藍心湄、王彩樺、陳謙米、重岸二、沉波欣

## 創作背景及轶事
- 關於這首歌的歌詞，羅大佑在後來回憶当时刚去世的台灣喜劇演員許不了的時候，曾透露：“後來在寫《明天會更好》的歌詞時，我為他填了一句‘誰能忍心看他最後的小丑　帶走我們的笑容’，但被認為太灰色，無法採用。根據最後的演唱版本，發表的歌詞是：“誰能忍心看那昨日的憂愁　帶走我們的笑容。”[4]
- 錄唱前夕，主辦單位邀集許多音樂界、文化界人士各自貢獻詞句，以羅大佑的版本為主，逐句修潤，才共同完成最終的歌詞定稿。
- 《明天會更好》集結了60位台灣歌手，但是其中一些著名歌手卻未能出席，包括刘文正、鳳飛飛、歐陽菲菲和鄧麗君。

- 2019年10月，滾石唱片公布羅大佑所創作的《明天會更好》原版歌詞，歌詞內容與現在傳唱的版本幾乎完全不同，內容充滿批判與沉痛的敘述，而他本人后来采访时更曝当年“大家认为明天不会更好”。[5]

## 曲目
| 曲序 | 曲目                                |                                                  | 作曲   | 编曲   | 演唱者         |
| ---- | ----------------------------------- | ------------------------------------------------ | ------ | ------ | -------------- |
| 1.   | 明天會更好(Tomorrow will be Better) | 羅大佑 張大春 許乃勝 李壽全 邱復生 張艾嘉 詹宏志 | 羅大佑 | 陳志遠 | （見參與歌手） |

## 影響

### 香港
- 1985年度十大勁歌金曲頒獎典禮的結束曲為林振強填詞的粵語版《明天會更好》，梅艷芳、張學友、蔡楓華、彭健新、蘇芮、許冠傑、鄺美雲、張國榮、林子祥、譚詠麟、陳慧嫻、夏韶聲、呂方、關菊英和李中浩合唱。
- 1986年香港電影《英雄本色》中，當老師的女主角出現時正在教學生唱原版的《明天會更好》，而電影英文譯名「A Better Tomorrow」也取自這歌歌名。
- 1987年，香港TVB推出類似《明天會更好》群星陣營的《地球大合唱》，邀集群星為公益獻唱，兩者常被相提並論。
- 2001-2020年在香港歷史博物館開設的常設展覽「香港故事」，最後一個展廳播放《1841至1997中港關係回顧》的十分鐘短片，短片回顧到1997年中國收回香港時，背景音樂為《明天會更好》。館長兼策展人丁新豹在2015年評價「坦白說最後一首歌選用《明天會更好》，我是有點後悔的，應該更中立一點。」[6]

### 中國大陸
- 1990年代至今，中國大陸的中小學老師經常會把《明天會更好》列為歌唱比賽的指定曲。
- 2019年12月31日，TFBOYS和溫拿五虎於湖南衛視跨年盛典，合唱《明天會更好》，迎接2020年的到來。
- 2020年1月25日（农历庚子大年正月初一农历新年春节）午夜零点零分零秒，《2020年中央广播电视总台春节联欢晚会》，《明天会更好》由歐陽娜娜及全体演员合唱。在广东珠海粤港澳大湾区分会场的珠港澳大桥敲响零点钟声。
- 2021年2月11日（农历庚子十二月三十除夕），《2021年中央广播电视总台春节联欢晚会》，以《明天会更好》由成龍、李玟、李易峰、周冬雨、朱一龙、张韶涵、高伟光、林鹏歌手在中央广播电视总台总部大楼一号演播大厅主会场。
- 2022年，在B站有一些网友通过借其歌词描述各动漫、影视、企业及行业等事物的情节及状况
- 2023年12月31日，海峡两岸三十余位电影人、音乐人合唱《明天会更好》，作为“2024两岸跨年歌曲”，只发布了MV[7]。

### 台灣
- 《明天會更好》集合台灣樂壇眾多巨星合唱的空前創舉，加上朗朗上口的旋律，使這首歌大受歡迎，專輯在短短幾個月內便在台灣、香港等地售出25萬張以上，成為全球華人的公益典範。
- 1986年9月6日，中華民國電視學會與《民生報》在臺北市中華體育館主辦「風雨送愛心：全國藝人聯合賑災義演會」，為韋恩風災的重災區賑災，以群星合唱《明天會更好》作結[8]。
- 2001年，為了呼籲反盜版，第12屆金曲獎特地請來羅大佑擔任主題曲〈2001明天要更好〉的總製作。羅大佑說，避免炒冷飯，因此決定將〈明天會更好〉加以改詞、重新編曲，同時也邀請了陶喆一起參與，賦予舊歌新風貌。〈2001明天要更好〉除了原有的編曲外，還有加入RAP、重金屬及電子音樂等四種版本，歌詞方面也找來了張艾嘉、張大春、羅大佑、李壽全等11人幫忙。參與演唱的歌手包括了蔡琴、潘越雲、大小百合、王夢麟、余天、鄭怡等原唱者，還有動力火車、五月天、林曉培、彭佳慧、孫燕姿等新一輩當紅歌手共襄盛舉。
- 2003年，為防治SARS，東風衛視召集81位歌手合唱公益歌曲《手牽手》
- 2005年初，台灣民間為響應救助南亞海嘯災民，召集近100名歌手合唱《愛》，也都能見到當年《明天會更好》的影響。
- 2008年5月20日，中華民國總統馬英九在其就職演說上，以《明天會更好》落下了帷幕。
- 2010年，30多位歌手受第21屆金曲獎承辦單位台視邀請，對1985年原版的明天會更好進行翻唱，並加入RAP等現代元素。參與歌手中，齊豫與金智娟曾在1985年版當中演出，而其餘為新生代歌手，包含曹格、蕭敬騰、朱孝天、溫嵐、光良、品冠、蕭煌奇、江美琪、酷愛樂團范逸臣、阿龍、柳翰雅、許慧欣、戴愛玲、神木與瞳、瑤瑤、孫協志、王仁甫、柯有綸、小鬼、2moro、卓文萱、馬念先、同恩、Waterman、大小姐等藝人[9]。
- 2011年10月10日，中華民國100年國慶典禮上由台灣原聲童聲合唱團的《百年禮讚》表演中，以《明天會更好》代表國語的部份[10]。
- 2012年6月2日中華民國教育部發起紫錐花運動，選定《明天會更好》為運動主題曲，風行各級學校校園；並於2013年元旦總統府升旗典禮邀請臺北市中山女中、內湖高中及新北市復興商工三校學生於典禮上演唱[11]。
- 2014年3月23日，衛視中文台綜藝節目《瘋神無雙》中，以《明天會更好》惡搞為植牙不能使用全民健康保險。
- 2019年10月24日，滾石唱片推出經數位修復的官方版《明天會更好》MV。[12]
- 2020年，在網路歌手蕭小M號召下，22名台灣YouTuber翻唱《明天會更好》，希望能為社會帶來溫暖。包含開水小姐、魚乾、聖嫂DoDo、滴妹、嘎老師、眾量級、阿滴、聖結石、林辰、丁特、施語庭、彥婷、林進、小A辣、艾瑞絲、泡麵、胖虎、葉公、黃挺瑋、壽司、超直白[13]。
- 2022年4月上海封城期间，居住于上海的主持人曹启泰发布《明天会更好》2022版，与伍思凯、辛晓琪、任贤齐、游鸿明、丁噹、李泉、李建复、张卫健、李志希、李志奇、弦子、巫启贤与女儿巫咏欢、刘雪华、夏玲玲等47位艺人共同演唱，该版本于2021年10月录制[14]。
- 2024年10月5日中華民國113國慶晚會，由立法院長韓國瑜、晚會舉辦縣市——台北市長蔣萬安兩人共同領唱《明天會更好》為國慶晚會畫下完美的句點。

### 新加坡
- 1989年，新加坡廣播局第八波道節目《生活歌手》第21集裡面的歌曲翻唱《明天会更好》；主唱：叶亚萌、颜黎明、林敬凯、陈彼得；童声：舒伯特儿童合唱团[15]。
- 2020年，2019冠状病毒病. 6月2日， StellaVee (谢慧娴、易薇倪)、MICappella (吴峻逸、吴铭伟、黄恺灵、黄烈传、叶大辉、郑可心)、李腾、黄振隆、黄超群、张颖双、赖宇涵、茜茜、美心、叶慧馨、洪子惠、叶国伦、许庆锐 [16]

## 外部連結
- YouTube上的【明天會更好 Tomorrow Will Be Better】Official Music Video（原唱版本）.滾石唱片 ROCK RECORDS.2019-10-25